# Sōichi
Sōichi (jap. そういち, ソーイチ)) – męskie imię japońskie.

## Znane osoby
- Sōichi Aikawa (宗一), japoński polityk
- Sōichi Kakeya (宗一), japoński matematyk
- Sōichi Noguchi (聡一), japoński astronauta
- Sōichi Ōya (壮一), japoński dziennikarz

## Fikcyjne postacie
- Sōichi Jōnouchi (宗一), bohater serii Kimi ni todoke
- Sōichi Negishi (崇一), główny bohater mangi, filmu i OVA Detroit Metal City
- Sōichi Nishimura (宗一), bohater light novel, mangi i anime Baka and Test - Summon the Beasts